# 沼之端站
沼之端站（日语：／ Numanohata eki */?）是位於日本北海道苫小牧市、隷屬於北海道旅客鐵道（JR北海道）的鐵路車站，車站編號為H17，大部份來往札幌的列車都將會由此轉入千歲線和室蘭本線的電化區間，是連接道央與道南間的重要中樞站。本站主要停靠普通列車為主，特急列車方面，特急「北斗」並不停靠，但「鈴蘭」則為停車站。

## 車站結構

### 現時站房
採用跨站式站房設計，於「沼之端驛通」（南口）及「沼之端鐵北通」（北口）各設有一個入口，地下為升降機出入口、樓梯及洗手間，2樓為自由聯絡通道及售票暨候車大堂。由於是無人站，因此通往月台的部份均採用開放式設計，每個閘口前均設有對應IC卡的出、入閘機（沒有柱子管或門片）、候車座椅及簡易式自動售票機，拍卡通過後，便可沿樓梯下達各月台。

#### 舊站房
位於南口基旁，為以混凝土所建成的單層站房1座，內有售票大堂、售票窗口及商店，新站房啟用後，舊站房改為內部用途，原來的車站入口亦已被混凝土所封閉，只能利用舊的閘口出入建築物，但亦只限職員才能到達。

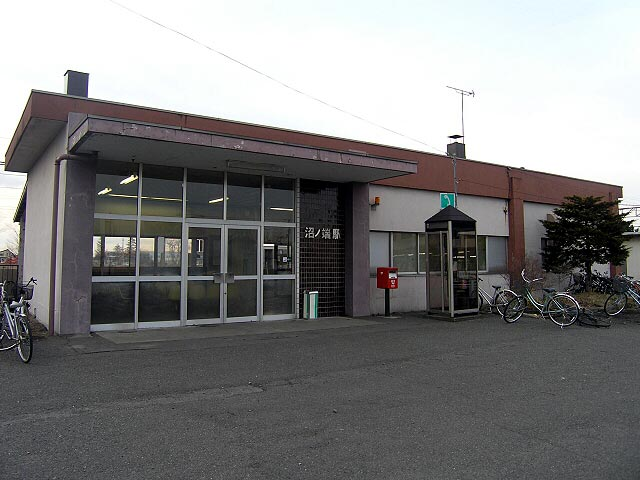
服務中的舊站房（2005年4月）
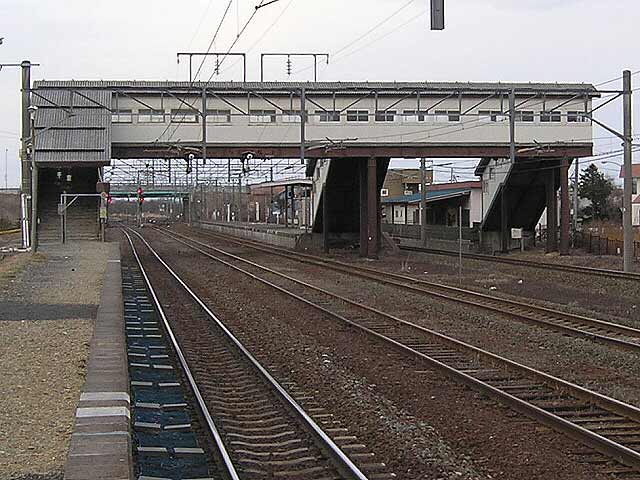
未轉為橋上站前的跨線天橋（2005年4月）
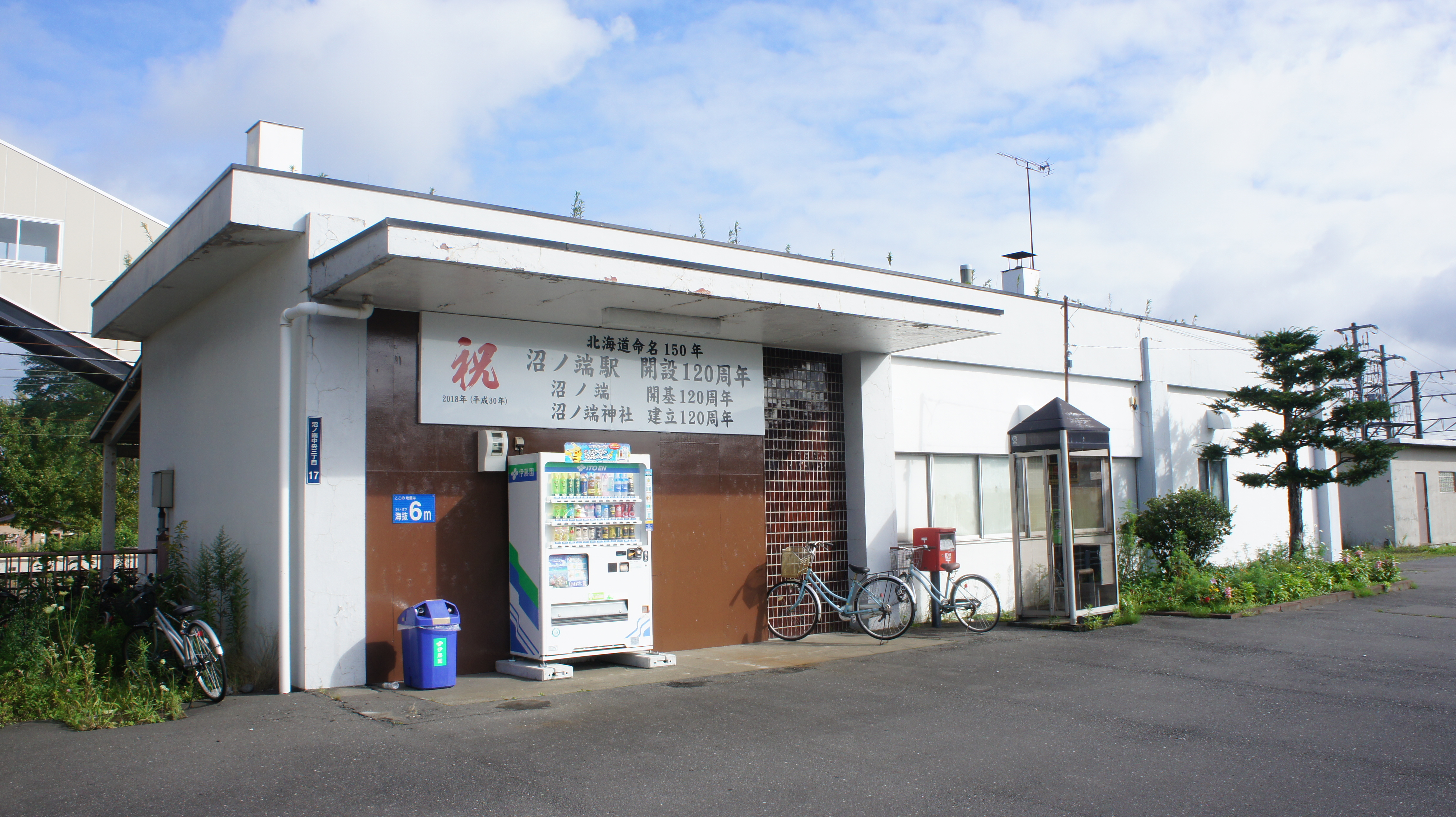
為紀念開站120周年，為圍封舊站入口的木板重新翻油及掛上看板（2018年9月）

### 月台配置
設有島式月台及側式月台各1個，共可提供2面3線的配置，其中側式月台有別於一般的車站，並不是靠近站舍，而是位處最外位置，是因應千歲線複線化時所增設的月台。島式及側式月台以非對稱「千鳥式」的佈局，月台之間和兩端出入口均以行人天橋連接。各月台均以配置電網，有效長度為6輛。而在側式月台及島式月台內側之間，另設有1條避用路軌，此避線則未有架設架空電纜，因此只限氣動客車或由氣動機頭所牽引的貨物列車可以使用。島式月台的長度為約140米，有效長度為7輛；側式月台長度為160米，最長的有效長度為8輛，不過由於最長的列車編列都只是5輛，因此各月台末端通常都不供使用。
| 月台 | 路線      | 方向 | 目的地                     | 備註                                     |
| ---- | --------- | ---- | -------------------------- | ---------------------------------------- |
| 1    | ■室蘭本線 | 上行 | 苫小牧、東室蘭、室蘭方向   | 特急列車停靠站、從千歲線駛進的列車       |
| 2    | ■室蘭本線 | 上行 | 苫小牧、糸井方向           | 從室蘭本線（非電化區）駛進的普通列車停靠 |
| 3    | ■千歲線   | 下行 | 札幌、手稻、星見、小樽方向 | 駛入千歲線                               |
| 3    | ■室蘭本線 | 下行 | 追分、岩見澤方向           | 駛入室蘭本線（非電化段）                 |

## 歷史
- 1898年2月1日：作為北海道炭礦鐵道的其中一站，開業。
- 1906年10月1日：北海道炭礦鐵道國有化，成為鐵道省下的路線。
- 1914年5月：本駅～植苗地域間舖設馬車軌道以運載木材、木炭等物品[2]。
- 1922年7月24日：北海道鑛業鐵道（即第2代北海道鐵道）金山線（後稱富內線）開業[1]。
- 1926年8月21日：北海道鐵道札幌線（即千歲線）開業[1]。
- 1943年：

- 8月1日：第2代北海道鐵道因戰爭徵召而遭國有化。千歲線、及富内線撥歸日本國鐵豁下。車站擴建。
- 11月1日：富內線本站～豐城站間休止（後來亦沒有復業，等同廢線）。

- 1964年8月5日：舖設專為「廣島燃料興業」使用的専用線[3]。
- 1969年：

- 9月25日：千歲線開始複線化。
- 12月：站舎改建。

- 1978年6月21日：包括本站站內的室蘭本線、千歲線電化工程正式展開[5]。
- 1980年：

- 5月15日：貨物提取服務取消。
- 10月1日：正式電化。

- 1984年：

- 2月1日：手提行李托運取消。
- 4月1日：簡易委託化。

- 1987年4月1日：國鐵分割民營化，車站管理權由JR北海道繼承。[1]。
- 2000年：廢止簡易委託化、全面無人化。增設自動售票機。
- 2007年：

- 10月1日：隨時間表改正時，特急「鈴蘭」停車。
- 12月18日：自由通路完成。舊站舍及跨線橋同日起停用。

- 2008年10月25日：正式可使用Kitaca[1]。

## 相鄰車站
北海道旅客鐵道（JR北海道）
■室蘭本線
■特急「北斗」
通過
■特急「鈴蘭」
苫小牧（H18） - 沼之端（H17） - 南千歲（H14）
■普通
苫小牧（H18）－（貨）苫小牧貨物站－沼之端（H17）－遠淺
■千歲線（苫小牧站－此站之間為室蘭本線）
苫小牧（H18）－（貨）苫小牧貨物站－沼之端（H17）－植苗（H16）

### 曾經存在的路線
鐵道省（國有鐵道）
富內線
沼之端－北松田

## 其他
- 由本站起至室蘭本線的白老站、總長28.7km的路軌皆為直線路段，是全日本中最長的鐵路直線路段。

## 外部連結
- JR北海道沼之端站網頁。 （页面存档备份，存于）（日語）